# Nowy Tydzień
Nowy Tydzień – wydawany od 2005 roku lokalny tygodnik obejmujący zasięgiem powiaty: chełmski, włodawski i krasnostawski. Do 2023 ukazywał się również na terenie miasta Lublin i Świdnik. Ukazuje się w poniedziałki.
Gazeta dostarcza aktualne wiadomości, reportaże oraz analizy dotyczące Chełma, Włodawy, Krasnegostawu i ich powiatów. Serwis internetowy www.nowytydzien.pl stanowi rozwinięcie działalności prasowej, oferując codziennie aktualizowane informacje, relacje z wydarzeń oraz publicystykę na temat spraw regionalnych.

## Historia i profil
„Nowy Tydzień” został założony w 2005 roku jako odpowiedź na rosnące zapotrzebowanie na niezależne źródło informacji dla mieszkańców Lubelszczyzny. Gazeta wydawana jest w formie papierowej oraz cyfrowej, a jej strona internetowa przyciąga tysiące użytkowników miesięcznie.

## Tematyka i działy
Gazeta oraz strona internetowa nowytydzien.pl obejmuje szerokie spektrum tematów:
- Wiadomości lokalne – najnowsze wydarzenia z Chełma, Krasnegostawu i Włodawy.
- Polityka i samorząd – relacje z decyzji lokalnych władz i wyborów samorządowych.
- Sport – informacje o wynikach meczów, lokalnych klubach sportowych oraz osiągnięciach sportowców.
- Kultura i rozrywka – wydarzenia kulturalne, koncerty, festiwale i inicjatywy społeczne.
- Gospodarka i biznes – aktualności dotyczące lokalnych przedsiębiorstw, rynku pracy i inwestycji.
- Ogłoszenia i nekrologi – platforma do publikacji ogłoszeń drobnych, nekrologów oraz reklam.

## Serwis internetowy
Strona nowytydzien.pl jest dynamicznie rozwijającą się platformą informacyjną, dostosowaną do urządzeń mobilnych, zintegrowaną z mediami społecznościowymi oraz dostarczającą wartościowe treści wideo i fotorelacje. Dzięki zaawansowanej optymalizacji SEO oraz szybkiemu dostępowi do treści, portal osiąga wysoką pozycję w wynikach wyszukiwania Google.

## Kontakt i redakcja
Redakcja tygodnika „Nowy Tydzień” mieści się w Chełmie przy ul. Lwowskiej 14. Kontakt z redakcją możliwy jest telefonicznie pod numerem 82 565 44 44, poprzez formularz na stronie internetowej oraz media społecznościowe. Drzwi dla czytelników są zawsze otwarte .
Więcej informacji: www.nowytydzien.pl
Redaktor naczelny: Marcin Futyma, zastępca redaktora naczelnego: Piotr Morlewski.